# Střížov
Střížov (deutsch Driesendorf) ist eine Gemeinde in Tschechien. Sie liegt zehn Kilometer südlich von České Budějovice in Südböhmen und gehört zum Okres České Budějovice.

## Geographie

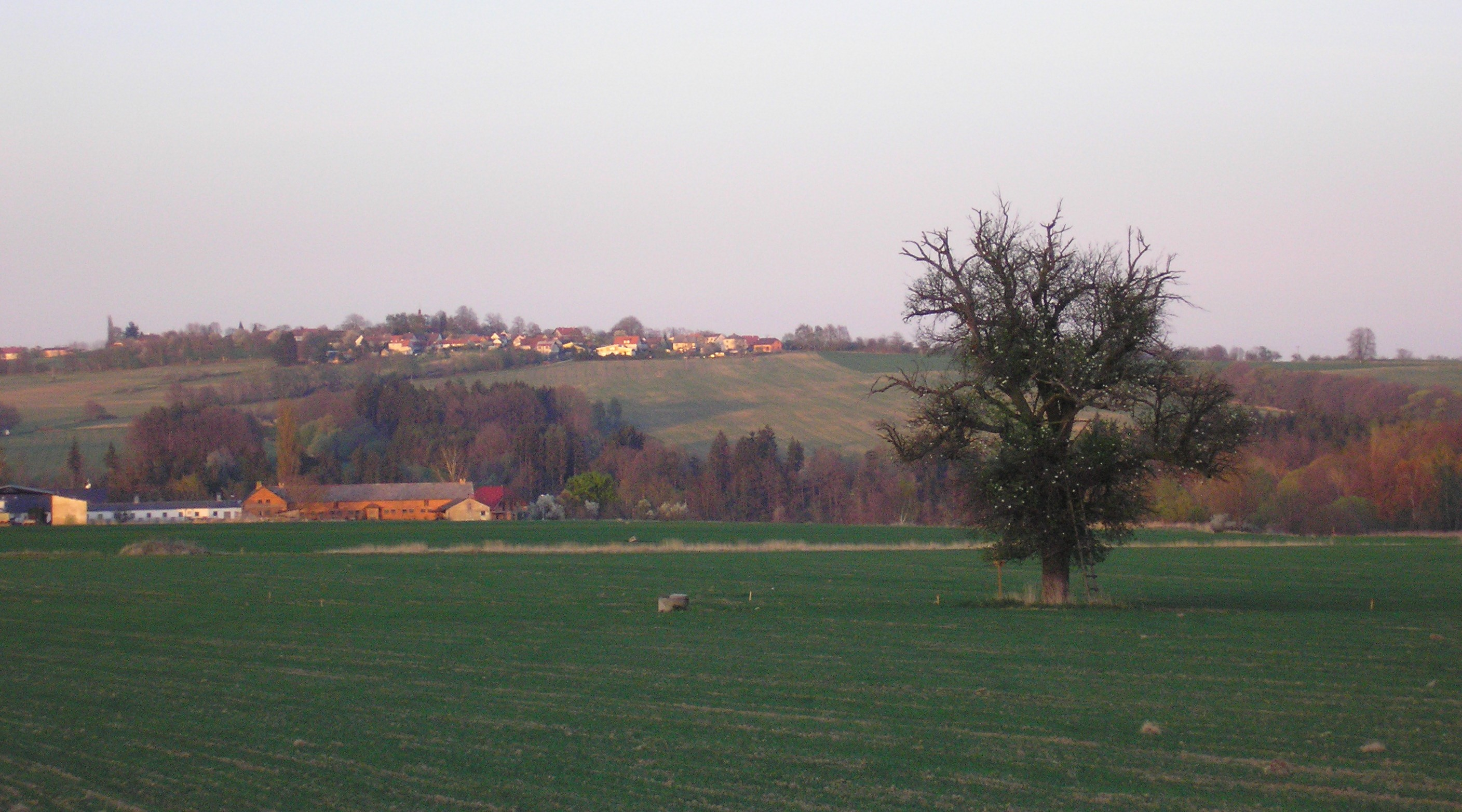
Panorama

Střížov befindet sich auf einem Höhenzug, der nach Norden zum Tal des Baches Zborovský potok, nach Südosten zum Želno und Lomecký potok, im Süden zum Tal der Stropnice und westlich zum Tal der Maltsch abfällt. Im Nordosten erhebt sich der Strážkovický vrch (558 m) und östlich die Střížovská planá hora bzw. Planá (514 m).
Nachbarorte sind Žárský, U Chárů, Borovnice und Nová Ves im Norden, Lomec im Nordosten, Strážkovice und Řevňovice im Osten, Komařice im Südosten, Pašinovice im Süden, Dolní Stropnice und U Mareše im Südwesten, Bačkovák, Straňany und Doudleby im Westen sowie Hastrman, Zahrádka, Plav und Heřmaň im Nordwesten.

## Geschichte
Střížov wurde als slawischer Rundling auf einem Hügel über der Burg Doudleby angelegt. Wahrscheinlich entstand das Dorf zwischen dem 9. und 10. Jahrhundert, als sich in dem Gebiet das Zentrum des Stammes der Dúdlebi befand. Es wird angenommen, dass die Bewohner von Střížov und Strážkovice, wo sich auf dem Strážkovický vrch ein Wachtturm befand, wegen der exponierten Lage der Dörfer Wachtdienste zum Schutz des Doudlebyer Landes und des Weitraer Steiges leisteten.
Die erste schriftliche Erwähnung des Ortes erfolgte im Jahre 1263, als Jeruzlab de Strizendorf (Jaroslav ze Střížova) beim Verkauf des Dorfes Záboří an das Kloster Hohenfurth als Zeuge auftrat. Seit 1274 ist Conasch de Strizendorf (Kunáš ze Střížova) nachweisbar, 1286 trat dieser auch als Zeuge bei der Schenkung der Patronatrechte in Stropnice an die Hohenfurther Zisterzienser in Erscheinung. Die erste Nachricht über die Kirche in Strizow erfolgte 1316, als ihr Nikolaus von Pasovary Zinseinnahmen aus Hůrka überließ. Es gilt als sicher, dass in der Kirche Jan Žižka von Trocnov getauft wurde, nach der Ortschronik soll dies 1359 erfolgt sein. Ab 1368 wurde das Dorf als Strziezow, 1399 als Strziessow, 1405 als Stressow und 1415 als Strzyezyow bezeichnet. Seit dem Ende des 14. Jahrhunderts gehörte das Dorf zu den Besitzungen der Herren von Landstein; im Jahre 1389 hatte Wilhelm von Landstein († 1398) das Kirchpatronat inne. Nach dessen Tode fiel der Besitz seiner Tochter Katharina (Kateřina) zu, die unter der Vormundschaft von Heinrich III. von Rosenberg und Odolen von Pyšely stand. Sie verkauften 1407 die Herrschaft für ihr Mündel gegen 300 Schock Prager Groschen an den Burggrafen von Krumlov Ondřej von Vlčetín und den Burggrafen von Příběnice Jindřich von Vyhnanice, die den Besitz noch im selben Jahre an das Zisterzienserkloster Hohenfurth weiterveräußerten. Die Zisterzienser erhielten damit auch das Patronat über die Pfarrkirche. Als St.-Martins-Kirche wurde sie in einer Urkunde von 1460 erstmals aufgeführt, als Beneš von Komářice der Kirche für sein und seiner Vorfahren sowie Oldřich von Pašínovices Seelenheil eine jährliche Zahlung von einem Schock stiftete. Weitere Namensformen des Dorfes waren Driessendorf (1530), Strzizow (ab 1563) und Driesendorf (1789). Im Jahre 1623 kaufte das Kloster Hohenfurth von Tiburtius Korzensky von Tereschau das benachbarte Gut Komarzitz und bildete daraus durch Aufkauf weiterer Güter das Stiftsgut Komarzitz. Driesendorf wurde dem Stiftsgut jedoch nicht angeschlossen, sondern blieb unter direkter Klosteradministration. Im Jahre 1840 lebten in den 39 Häusern von Střižow/Driesendorf einschließlich der Ruska-Mühle 222 tschechischsprachige Einwohner. Im Dorf bestand eine Pfarre und eine Schule unter dem Patronat des Klosters. Střížov war Pfarrdorf für Borovnice, Doubravice, Hůrka, Jedovary, Komařice, Lomec, Nedabyle, Nová Ves, Pašinovice, Řevňovice, Sedlo, Stradov, Strážkovice, Veselka und Záluží. Bis zur Mitte des 19. Jahrhunderts blieb das Dorf immer der Stiftsherrschaft Hohenfurth untertänig.
Nach der Aufhebung der Patrimonialherrschaften bildete Střižow/Driesendorf ab 1850 eine Gemeinde in der Bezirkshauptmannschaft Budějovice/Budweis. In der Gemeinde lebten im Jahre 1914 371 Tschechen. Ab 1938 übten die Kreuzherren mit dem Roten Stern das Kirchpatronat in Driesendorf aus. 1948 wurde die Gemeinde dem neu gebildeten Okres Trhové Sviny zugeschlagen, der zwölf Jahre später wieder aufgehoben wurde. Mit Beginn des Jahres 1961 wurde Střížov dem Okres České Budějovice zugeordnet. Am 1. Juli 1985 erfolgte die Eingemeindung nach Strážkovice. Seit dem 24. November 1990 bildet Střížov wieder eine eigene Gemeinde.

## Gemeindegliederung
Für die Gemeinde Střížov sind keine Ortsteile ausgewiesen. Zu Střížov gehören die Ansiedlung U Mareše und die Einschicht Bačkovák. Der Katastralbezirk trägt den Namen Střížov nad Malší.

## Bevölkerungsentwicklung
| Jahr      | 1869 | 1880 | 1890 | 1900 | 1910 | 1921 | 1930 | 1950 | 1961 | 1970 | 1980 | 1991 | 2001 | 2011 | 2021 |
| --------- | ---- | ---- | ---- | ---- | ---- | ---- | ---- | ---- | ---- | ---- | ---- | ---- | ---- | ---- | ---- |
| Einwohner | 337  | 387  | 358  | 335  | 371  | 357  | 332  | 221  | 204  | 179  | 154  | 152  | 174  | 197  | 210  |

## Sehenswürdigkeiten

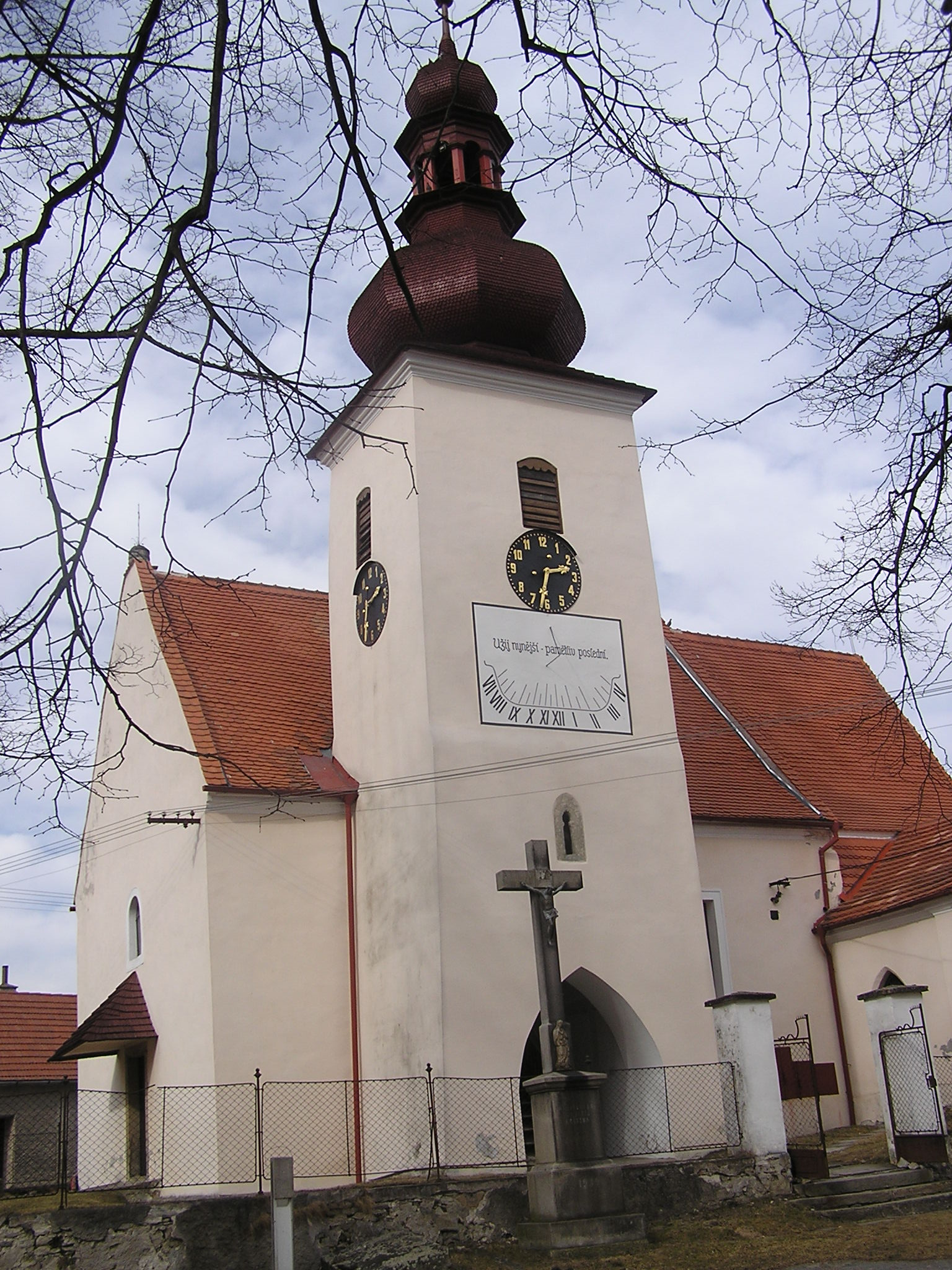
Kirche des hl. Martin

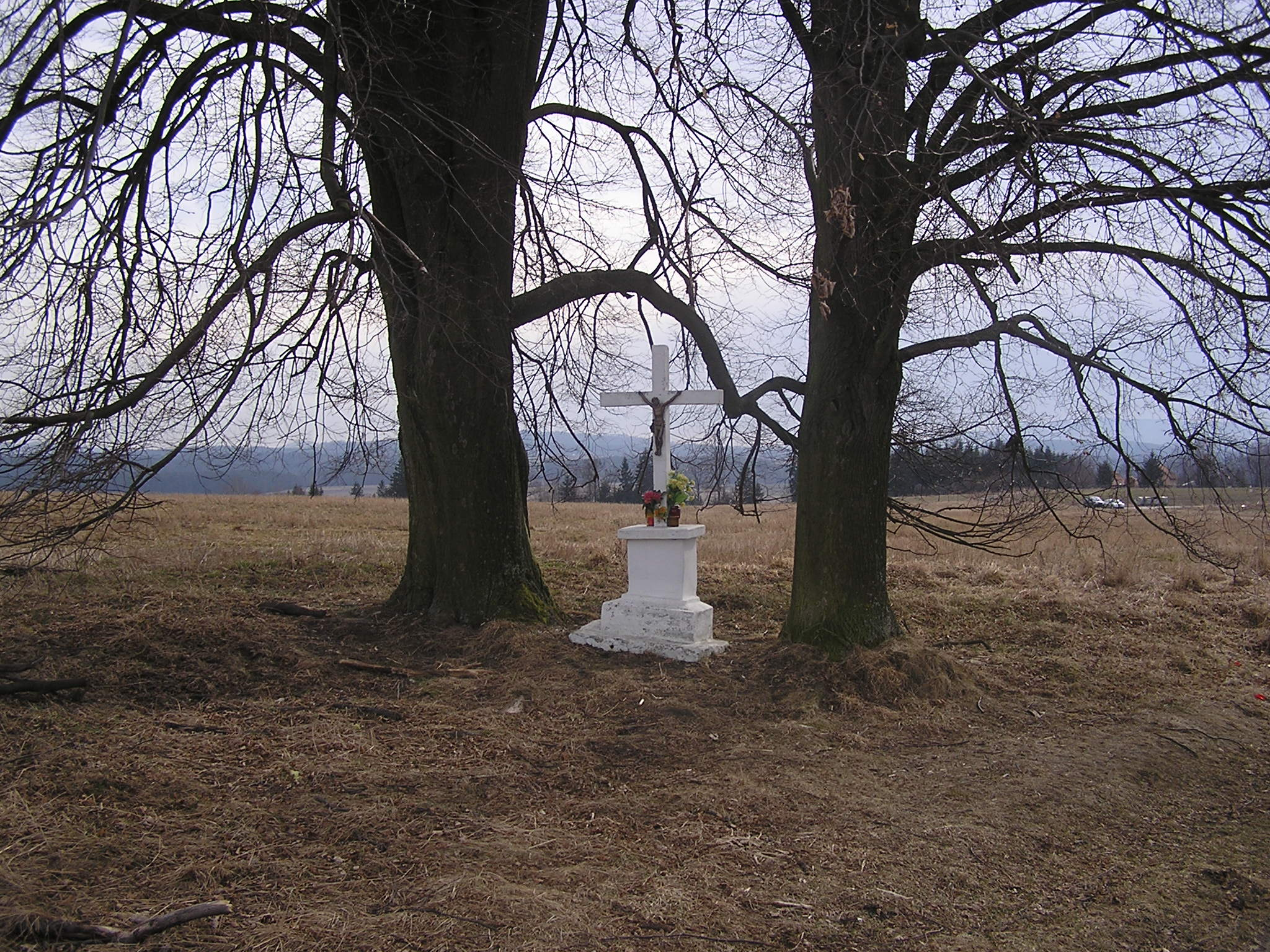
Wegkreuz

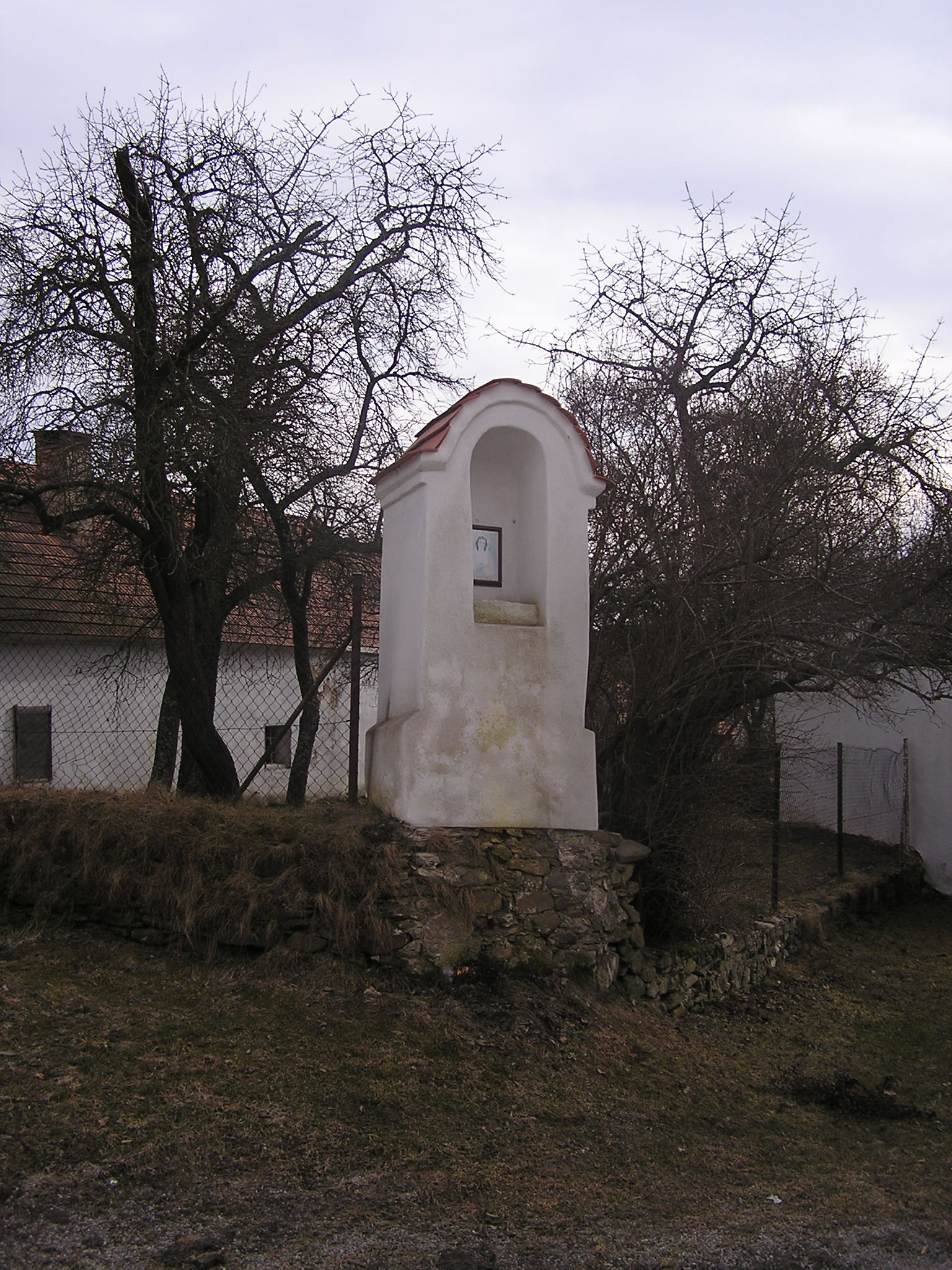
Bildstock

- Pfarrkirche St. Martin, der um 1300 als frühgotische Wehrkirche errichtete Bau wurde nach einem Umbau am Sonntag nach Fronleichnam 1493 durch Benedikt von Waldstein, Bischof vom Cammin, im Auftrag des Prager Administrators neu geweiht. Die Sonnenuhr am Kirchturm entstand 1652. Das Kirchenschiff wurde 1660 neu überwölbt. Der um die Kirche befindliche Friedhof wurde 1772 aufgehoben. Im Innern befinden sich Epitaphe der Familie Kořenský von Terešov auf Komařice, darunter die von Jiří Kořenský († 1568) und seines Sohnes Karel († 1619) sowie Wappensteine mit einem Hahn (Kořenský von Terešov) und einem Kopf mit Eselsohren (Dráchovský von Dráchov). Die Figur der Schönen Madonna stammt aus der ersten Hälfte des 15. Jahrhunderts.
- Hoffassaden im südböhmischen Bauernbarock
- Žižka-Stein in Strichs Garten; mit dem kleinen Menhir, der prähistorische Symbole aufweist, verbindet sich die Legende, der Stein sei einer von vier Stützen des Tisches gewesen, an dem die Taufpaten Jan Žižkas im Garten des Landedelmanns Strych die Taufe feierten.
- Údolí Želno mit Barbara-Brünnel, südöstlich des Dorfes. Das Tal war früher ein heidnischer Kultort. An der heilkräftigen Quelle ließen die Zisterzienser eine dem hl. Bartholomäus geweihte Wallfahrtskirche anlegen. Der vom Baumeister Cyprian aus Velešín errichtete Bau wurde 1679 geweiht und bildete eine Filialkirche der Pfarre Střížov. Mit einem Grundriss von 15,5 × 8 Metern war sie sogar etwas größer als die Střížover Kirche. Im Zuge der Josephinischen Reformen wurde die Wallfahrtskirche im Jahre 1780 aufgehoben und 1787 für 50 Gulden zum Abbruch verkauft. Im Jahre 1900 ließ der Administrator des Stiftsgutes Komařice, Emanuel Putschögel, am Standort der Kirche eine steinerne Stele mit der Inschrift P.D.E.P 1900 setzen.[10]